# El Arcano Sublime de la Filantropía
El arcano sublime de la Filantropía fue un círculo literario o también llamado tertulia literaria, un espacio ilustrado con iniciativas políticas donde se reunían las elites de la sociedad de Santafé en el Virreinato de la Nueva Granada a finales del siglo XVIII para discutir sobre literatura y política. 
Tertulia que fundó el prócer colombiano Antonio Nariño en 1789 y que agrupó, en su casa, a varios individuos ilustrado; españoles, criollos, curas y laicos con el objetivo de mantener un club literario entre los años 1789 y 1794, pero que terminaría siendo el primer espacio moderno de sociabilidad política del Virreinato de la Nueva Granada y de la América española.
Estas reuniones giraban en torno a la biblioteca personal de Nariño, y así el lugar se transformó en una librería donde se compraban y vendían libros, periódicos nuevos y usados y donde se intercambiaban y prestaban libros, artículos y gazetas. Esta tertulia fue cuna de la primera copia impresa de la Declaración de los Derechos del Hombre y del Ciudadano en la Nueva Granada, impresa por Antonio Nariño, texto que posteriormente lo llevó a la cárcel en España.
Sociedad que con el tiempo ayudó a fomentar la independencia americana.